# Evencio Castellanos
Pablo Evencio Castellanos Yumar (Cúa, Venezuela, 3 de mayo de 1915 - Caracas, 16 de marzo de 1984), fue un músico venezolano. Destacado pianista, compositor y director de coros y orquesta.

## Biografía
Fueron sus padres Pablo Castellanos Almenar y Matilde Yumar. Su iniciación musical se produjo de la mano de su padre, quien era organista y maestro de capilla. En 1938, ingresó a la Escuela Superior de Música de Caracas, donde estudió canto con Antonio Pardo Soublette, violonchelo con Carlos Áñez, historia de la música con Juan Bautista Plaza y armonía y composición con Vicente Emilio Sojo. El 4 de julio de 1944 se graduó como maestro-compositor, y como tal formó parte de la primera generación de compositores egresados de la cátedra de composición del maestro Sojo, caracterizada en sus creaciones hacia la tendencia nacionalista. Entre estos destacan junto a Castellanos: Antonio Estévez, Inocente Carreño, Ángel Sauce y Víctor Guillermo Ramos Rangel, entre otros. 
En 1946, le tocó dirigir al Orfeón Universitario de la Universidad Central de Venezuela, para el cual compuso el Himno Universitario, con base en un texto de Luis Pastori y Tomás Alfaro Calatrava.
Entre agosto de 1947 y septiembre de 1949, estuvo residenciado en Nueva York donde realizó estudios de perfeccionamiento de piano con Carlos Buhler. A su regreso a Venezuela, en la Catedral de Caracas integró el coro y fue organista y maestro de capilla. Asimismo, fue integrante del orfeón Lamas y durante quince años, instrumentista (pianista titular) de la Orquesta Sinfónica de Venezuela, agrupación que además dirigió en muchas oportunidades Paralelo a su vida como músico, ejerció la docencia en diferentes cátedras de la Escuela Superior de Música en funciones tales como: profesor auxiliar de piano (1938-1947), profesor de piano, cátedra nocturna (1945-1947); profesor de órgano y clave (1946-1972); profesor de composición musical (1957-1964) y director de la escuela (1965-1972). 
Vicepresidente de la Junta Directiva de la Orquesta Sinfónica Venezuela (1950-1951 y 1959), fue miembro del Consejo Superior Consultivo de la misma; presidente de la Asociación Venezolana de Autores y Compositores (ASOVAC, 1958-1959); director-fundador del Collegium Musicum de Caracas; director de la Orquesta Estudiantil de la Universidad Central de Venezuela (1969) y director de la Orquesta Experimental de la Sinfónica Venezuela, a la que dirigió en su concierto inaugural el 15 de mayo de 1970, parte de la Misión Diplomática venezolana en París, Francia, con la agregaduría cultural de 1974 a 1978. De 1979 a 1984, se desempeñó como asesor musical del Instituto Latinoamericano de Investigaciones y Estudios Musicales Vicente Emilio Sojo. 
A lo largo de su trayectoria musical, Evencio Castellanos obtuvo diversos galardones y reconocimientos como las principales condecoraciones oficiales del País, el premio especial del Ateneo de Caracas correspondiente al concurso Teresa Carreño (1952) por su Homenaje a Teresa Carreño, el Premio Nacional de Música (1946) por su Concierto Para Piano y Orquesta, Premio Nacional de Música (1956) por su poema sinfónico Santa Cruz de Pacairigua, el Premio Nacional de Música (1962) por su oratorio profano El Tirano Aguirre y el Premio Nacional por Trayectoria Artística en 1979. 
A través de sus ejecuciones y arreglos, impuso un estilo pianístico brillante que se expresó en sus recopilaciones y armonizaciones de valses de salón. Como instrumentista también se destacó como organista, como ejecutante y como docente terminando su carrera con dos conciertos de órgano en las catedrales de Notre Dame de París y la Catedral de Chartres en 1975. 
Sus obras orquestales han sido interpretadas en innumerables países del mundo como Venezuela, Brasil, Uruguay, Argentina, México, Estados Unidos, España, Francia, Alemania, Austria, Holanda, Polonia, China, Corea o Japón entre otros.
Su hermano Gonzalo Castellanos Yumar, es un notable organista, compositor y fue director titular de la Orquesta Sinfónica de Venezuela (1966-1978).

## Discografía
- Nueve Canciones Sefardíes (19??)
- Canciones Venezolanas del siglo XIX (19??)
- Grandes Valses de Salón (1964)
- Danzas Venezolanas del siglo XIX (19??)
- Viejos Valses de Venezuela (1957)
- Valses Venezolanos de Salón Vol. 1 (1997)
- Danzas y Valses de Venezuela Vol. 2 (1997)
- Santa Cruz de Pacairigua / El río de las siete estrellas / Suite Avileña (Venezuela Symphony Orchestra, J. Wagner) Etiqueta: Naxos (2010)
- Deutsche Gramophon / Fiesta / Simón Bolívar Youth Orchestra of Venezuela / Conductor: Gustavo Dudamel